# Fleuré (Viena)
Fleuré és un municipi francès situat al departament de la Viena i a la regió de la Nova Aquitània. L'any 2007 tenia 1.003 habitants.

## Demografia

### Població
El 2007 la població de fet de Fleuré era de 1.003 persones. Hi havia 376 famílies de les quals 60 eren unipersonals (32 homes vivint sols i 28 dones vivint soles), 144 parelles sense fills, 148 parelles amb fills i 24 famílies monoparentals amb fills.
La població ha evolucionat segons el següent gràfic:
Habitants censats

### Habitatges
El 2007 hi havia 413 habitatges, 384 eren l'habitatge principal de la família, 5 eren segones residències i 24 estaven desocupats. 402 eren cases i 9 eren apartaments. Dels 384 habitatges principals, 273 estaven ocupats pels seus propietaris, 103 estaven llogats i ocupats pels llogaters i 8 estaven cedits a títol gratuït; 1 tenia una cambra, 3 en tenien dues, 63 en tenien tres, 144 en tenien quatre i 173 en tenien cinc o més. 349 habitatges disposaven pel capbaix d'una plaça de pàrquing. A 143 habitatges hi havia un automòbil i a 217 n'hi havia dos o més.

### Piràmide de població
La piràmide de població per edats i sexe el 2009 era:
| Homes | Edats   | Dones |
| ----- | ------- | ----- |
| 0     | 95 o +  | 0     |
| 0     | 90 a 94 | 0     |
| 4     | 85 a 89 | 8     |
| 4     | 80 a 84 | 0     |
| 8     | 75 a 79 | 4     |
| 12    | 70 a 74 | 12    |
| 8     | 65 a 69 | 20    |
| 32    | 60 a 64 | 16    |
| 24    | 55 a 59 | 24    |
| 36    | 50 a 54 | 28    |
| 40    | 45 a 49 | 36    |
| 48    | 40 a 44 | 32    |
| 28    | 35 a 39 | 24    |
| 28    | 30 a 34 | 32    |
| 24    | 25 a 29 | 24    |
| 16    | 20 a 24 | 16    |
| 28    | 15 a 19 | 20    |
| 40    | 10 a 14 | 20    |
| 16    | 5 a 9   | 28    |
| 20    | 0 a 4   | 4     |

## Economia
El 2007 la població en edat de treballar era de 669 persones, 517 eren actives i 152 eren inactives. De les 517 persones actives 495 estaven ocupades (260 homes i 235 dones) i 22 estaven aturades (9 homes i 13 dones). De les 152 persones inactives 52 estaven jubilades, 49 estaven estudiant i 51 estaven classificades com a «altres inactius».

### Ingressos
El 2009 a Fleuré hi havia 390 unitats fiscals que integraven 1.028,5 persones, la mediana anual d'ingressos fiscals per persona era de 17.189 €.

### Activitats econòmiques
Dels 55 establiments que hi havia el 2007, 1 era d'una empresa alimentària, 6 d'empreses de fabricació d'altres productes industrials, 13 d'empreses de construcció, 10 d'empreses de comerç i reparació d'automòbils, 3 d'empreses de transport, 5 d'empreses d'hostatgeria i restauració, 1 d'una empresa financera, 10 d'empreses de serveis, 2 d'entitats de l'administració pública i 4 d'empreses classificades com a «altres activitats de serveis».
Dels 16 establiments de servei als particulars que hi havia el 2009, 1 era una oficina de correu, 1 taller de reparació d'automòbils i de material agrícola, 1 autoescola, 2 paletes, 2 guixaires pintors, 2 fusteries, 2 lampisteries, 1 electricista, 1 perruqueria i 3 restaurants.
Dels 3 establiments comercials que hi havia el 2009, 1 era una gran superfície de material de bricolatge, 1 una botiga de menys de 120 m² i 1 una fleca.
L'any 2000 a Fleuré hi havia 21 explotacions agrícoles que ocupaven un total de 1.080 hectàrees.

## Equipaments sanitaris i escolars
El 2009 hi havia una escola elemental.
Fleuré disposava d'un centre de formació no universitària superior de formació sanitària.

## Poblacions més properes
El següent diagrama mostra les poblacions més properes.